# ドリームネット
ドリームネット株式会社は、かつて存在した日本の企業。または同社が運営していたインターネットサービスプロバイダである。
ドリーム・トレイン・インターネットは全く別のプロバイダ。

## 概要
1994年3月にNTTデータが40%、ソフトバンクが60%を出資する合弁会社としてメディアバンク企画株式会社として設立。当初はマルチメディア関連事業の企画・調査を行っていたが、1995年12月にメディアバンク株式会社に社名変更するとともにドリームネットの名称でインターネットサービスプロバイダ事業に参入した。
1999年に、ソフトバンクの保有する株式60%を、NTTデータとNTT移動通信網（現・NTTドコモ）が共同して取得し（NTTデータ60%、NTT移動通信網40%に）、同時にドリームネット株式会社へ商号変更した。
2003年、NTTグループにおいて打ち出された傘下ISP事業の統合・再編の方針により、NTTコミュニケーションズが運営するOCNへの統合が決定され、同年1月23日に、NTTコミュニケーションズがドリームネットの全株式を取得して完全子会社化した。同年7月1日に、ISP事業のうち、インターネット接続サービス事業をNTTコミュニケーションズに営業譲渡するかたちで事業を統合された。2005年9月30日開催の臨時株主総会の決議により解散。同年11月30日清算結了。

## 事業内容
- インターネット接続サービス
- インターネットサーバーレンタルサービス
- インターネット関連サポートサービス
- 各種情報提供サービス